# Arsac-en-Velay
Pour les articles homonymes, voir Arsac (homonymie) et Velay.
Arsac-en-Velay est une commune française située dans le département de la Haute-Loire, en région Auvergne-Rhône-Alpes.

## Géographie
La commune, traversée par le 45e parallèle nord, est de ce fait située à égale distance du pôle Nord et de l'équateur terrestre (environ 5 000 km).
Arsac-en-Velay est situé à une dizaine de kilomètres du Puy-en-Velay en direction du massif du Mézenc vers les Estables et de la source de la Loire au Mont Gerbier-de-Jonc.
La commune est traversée par la Laussonne. Située à une altitude de 740 mètres, elle bénéficie d'un climat chaud et tempéré, comme la plupart des communes du Velay[réf. nécessaire]. Le mont Chouvet atteint 871 m d'altitude.
La commune est en zone rurale où l'activité agricole est encore bien présente. Elle est à proximité de deux bassins d'emploi importants[réf. nécessaire].

### Localisation
La commune d'Arsac-en-Velay se trouve dans le département de la Haute-Loire, en région Auvergne-Rhône-Alpes.
Elle se situe à 12 km par la route du Puy-en-Velay, préfecture du département.
Les communes les plus proches sont : 
Coubon (2,1 km), Chadron (3,4 km), Cussac-sur-Loire (4,6 km), Lantriac (4,9 km), Solignac-sur-Loire (5,1 km), Saint-Germain-Laprade (5,7 km), Brives-Charensac (6,4 km), Vals-près-le-Puy (6,8 km).
| Coubon | Coubon         | Saint-Germain-Laprade |
| Coubon | Arsac-en-Velay | Lantriac              |
| Coubon | Coubon         |                       |

### Climat
Pour des articles plus généraux, voir Climat d'Auvergne-Rhône-Alpes et Climat de la Haute-Loire.
En 2010, le climat de la commune est de type climat des marges montargnardes, selon une étude du Centre national de la recherche scientifique s'appuyant sur une série de données couvrant la période 1971-2000. En 2020, Météo-France publie une typologie des climats de la France métropolitaine dans laquelle la commune est exposée à un climat de montagne ou de marges de montagne et est dans la région climatique Sud-est du Massif Central, caractérisée par une pluviométrie annuelle de 1 000 à 1 500 mm, minimale en été, maximale en automne.
Pour la période 1971-2000, la température annuelle moyenne est de 9,1 °C, avec une amplitude thermique annuelle de 16,3 °C. Le cumul annuel moyen de précipitations est de 817 mm, avec 7,9 jours de précipitations en janvier et 6,9 jours en juillet. Pour la période 1991-2020, la température moyenne annuelle observée sur la station météorologique de Météo-France la plus proche, « Solignac-sur-Loire », sur la commune de Solignac-sur-Loire à 5 km à vol d'oiseau, est de 9,3 °C et le cumul annuel moyen de précipitations est de 759,7 mm,. Pour l'avenir, les paramètres climatiques de la commune estimés pour 2050 selon différents scénarios d'émission de gaz à effet de serre sont consultables sur un site dédié publié par Météo-France en novembre 2022.

## Urbanisme

### Typologie
Au 1er janvier 2024, Arsac-en-Velay est catégorisée commune rurale à habitat dispersé, selon la nouvelle grille communale de densité à sept niveaux définie par l'Insee en 2022.
Elle est située hors unité urbaine. Par ailleurs la commune fait partie de l'aire d'attraction du Puy-en-Velay, dont elle est une commune de la couronne,. Cette aire, qui regroupe 59 communes, est catégorisée dans les aires de 50 000 à moins de 200 000 habitants,.

### Occupation des sols
L'occupation des sols de la commune, telle qu'elle ressort de la base de données européenne d’occupation biophysique des sols Corine Land Cover (CLC), est marquée par l'importance des territoires agricoles (75,8 % en 2018), une proportion identique à celle de 1990 (75,8 %). La répartition détaillée en 2018 est la suivante : 
prairies (57,2 %), forêts (18,8 %), zones agricoles hétérogènes (18,7 %), zones urbanisées (5,3 %). L'évolution de l’occupation des sols de la commune et de ses infrastructures peut être observée sur les différentes représentations cartographiques du territoire : la carte de Cassini (XVIIIe siècle), la carte d'état-major (1820-1866) et les cartes ou photos aériennes de l'IGN pour la période actuelle (1950 à aujourd'hui).

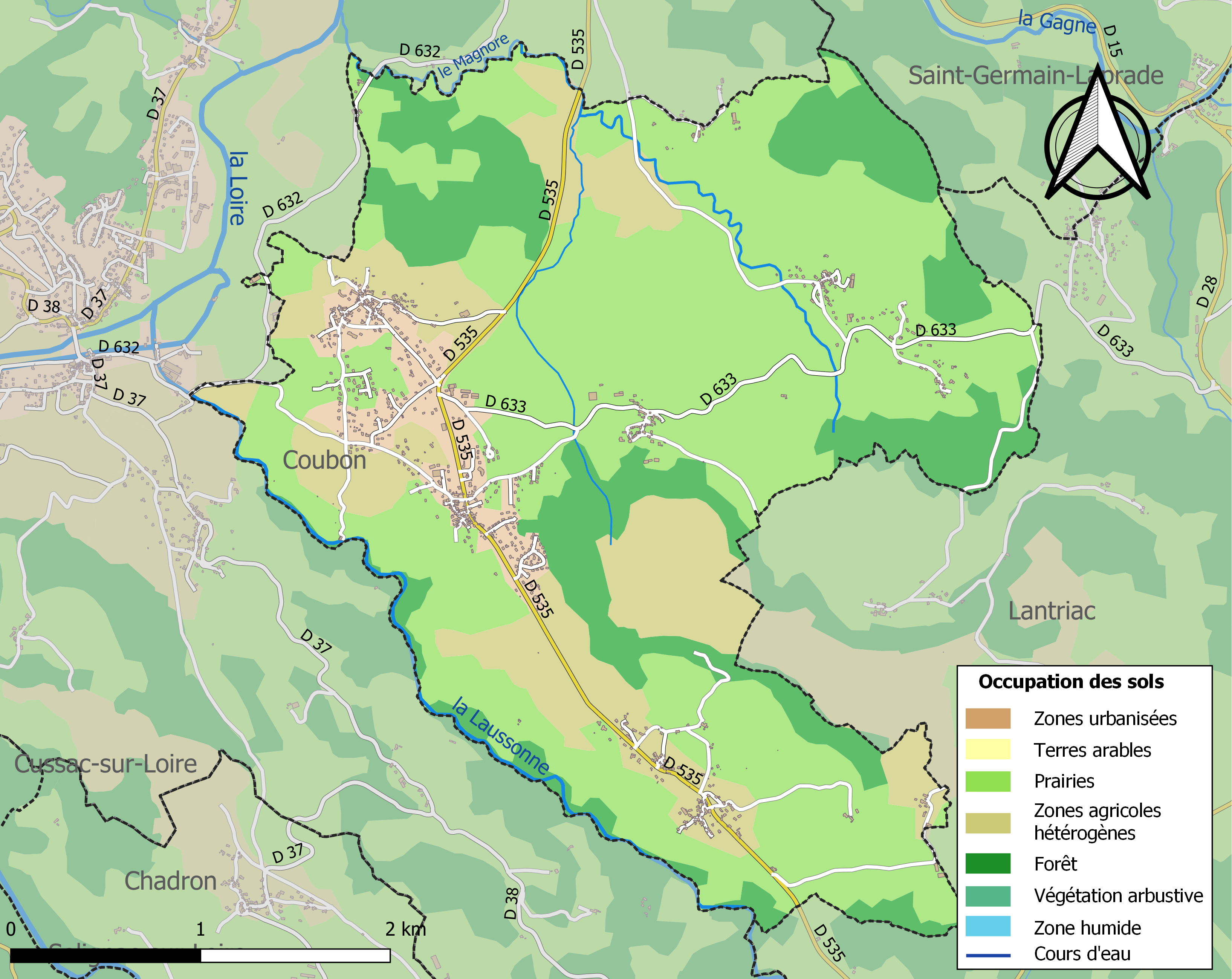
Carte des infrastructures et de l'occupation des sols de la commune en 2018 (CLC).
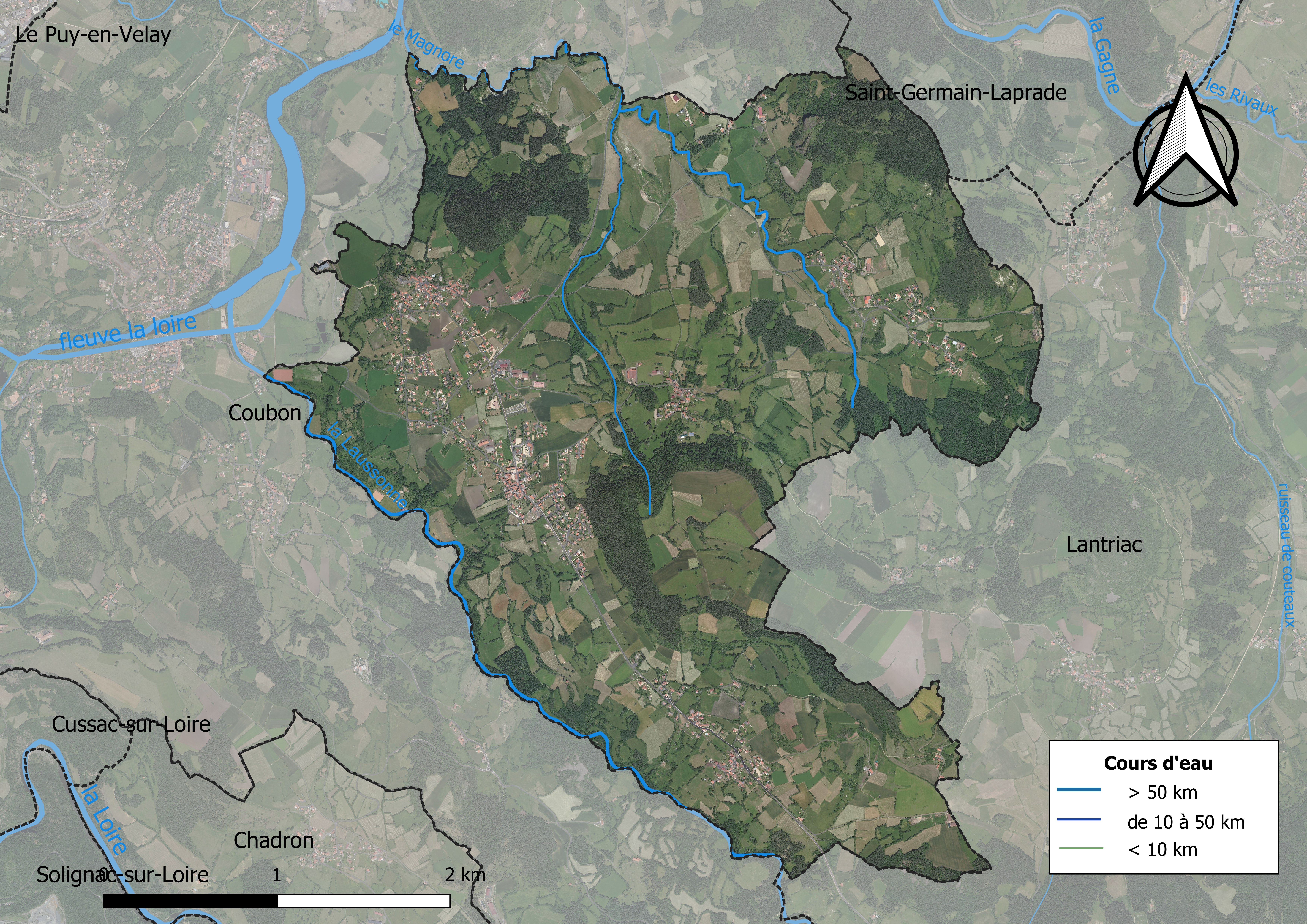
Carte orthophotographique de la commune.

### Habitat et logement
En 2018, le nombre total de logements dans la commune était de 579, alors qu'il était de 577 en 2013 et de 527 en 2008.
Parmi ces logements, 82,2 % étaient des résidences principales, 7,8 % des résidences secondaires et 10 % des logements vacants. Ces logements étaient pour 97,6 % d'entre eux des maisons individuelles et pour 1,9 % des appartements.
Le tableau ci-dessous présente la typologie des logements à Arsac-en-Velay en 2018 en comparaison avec celle de la Haute-Loire et de la France entière. Une caractéristique marquante du parc de logements est ainsi une proportion de résidences secondaires et logements occasionnels (7,8 %) inférieure à celle du département (16,1 %) mais supérieure à celle de la France entière (9,7 %). Concernant le statut d'occupation de ces logements, 85,4 % des habitants de la commune sont propriétaires de leur logement (85,4 % en 2013), contre 70 % pour la Haute-Loire et 57,5 pour la France entière.
| Typologie                                               | Arsac-en-Velay | Haute-Loire | France entière |
| ------------------------------------------------------- | -------------- | ----------- | -------------- |
| Résidences principales (en %)                           | 82,2           | 71,5        | 82,1           |
| Résidences secondaires et logements occasionnels (en %) | 7,8            | 16,1        | 9,7            |
| Logements vacants (en %)                                | 10             | 12,4        | 8,2            |

### Transports
La RD 535 (ex-route nationale 535) traverse la commune.

## Toponymie
Le nom de la localité est attesté dans l'expression latine In villa Arciaco, quae est in pago Vellaico en 987.
Arsac-en-Velay tire son nom de Arsac, qui vient de Arstacum, qui signifie « lieu défriché », et de la région du Velay où elle est située ou signification probable du toponyme : le « domaine d'Artius », nom d'homme gaulois (ou de Arcius, Arsius, nom latin).
Arsac de Velai en occitan.

## Histoire
La commune est créée en 1925, par démembrement de la commune de Coubon.[réf. nécessaire]

## Politique et administration

### Découpage territorial
La commune d'Arsac-en-Velay est membre de la communauté d'agglomération du Puy-en-Velay, un établissement public de coopération intercommunale (EPCI) à fiscalité propre créé le 26 décembre 2016 dont le siège est à Le Puy-en-Velay. Ce dernier est par ailleurs membre d'autres groupements intercommunaux.
Sur le plan administratif, elle est rattachée à l'arrondissement du Puy-en-Velay, au département de la Haute-Loire, en tant que circonscription administrative de l'État, et à la région Auvergne-Rhône-Alpes.
Sur le plan électoral, elle dépend du canton du Puy-en-Velay-4 pour l'élection des conseillers départementaux, depuis le redécoupage cantonal de 2014 entré en vigueur en 2015, et de la première circonscription de la Haute-Loire   pour les élections législatives, depuis le redécoupage électoral de 1986.

### Élections municipales et communautaires

#### Élections de 2020
Le conseil municipal d'Arsac-en-Velay, commune de plus de 1 000 habitants, est élu au scrutin proportionnel de liste à deux tours (sans aucune modification possible de la liste), pour un mandat de six ans renouvelable. Compte tenu de la population communale, le nombre de sièges à pourvoir lors des élections municipales de 2020 est de 15. Les quinze conseillers municipaux sont élus au premier tour avec un taux de participation de 43,94 %, issus de la seule liste candidate, conduite par Thierry Mourgues. Thierry Mourgues, maire sortant, est réélu pour un nouveau mandat le 23 mai 2020.
Le  siège attribué à la commune au sein du conseil communautaire de la communauté d'agglomération du Puy-en-Velay est alloué également à la liste de Thierry Mourgues.

#### Liste des maires
| Période                                  | Période  | Identité         | Étiquette | Qualité |
| ---------------------------------------- | -------- | ---------------- | --------- | ------- |
| Les données manquantes sont à compléter. |          |                  |           |         |
| 1983                                     | 1989     | Paul Vidal       |           |         |
| 1989                                     | 1995     | Jeanne Faure     |           |         |
| 1995                                     | 2001     | Jean Autin       |           |         |
| 2001                                     | 2008     | Roger Couriol    |           |         |
| 2008                                     | En cours | Thierry Mourgues | UDI       | Cadre   |

### Finances locales
La commune d'Arsac-en-Velay faisant partie d'un établissement public de coopération intercommunale à fiscalité propre, la communauté d'agglomération du Puy-en-Velay, son budget ne reflète qu'imparfaitement la réalité de la fiscalité locale en raison des transferts de dépenses de fonctionnement et d'investissement vers l'EPCI, d'une part, et de la perception par l'intercommunalité du produit de la fiscalité professionnelle (la contribution économique territoriale), d'autre part. Ainsi, diverses ressources fiscales sont prélevées au niveau communautaire, et de nombreuses dépenses sont également effectuées à ce niveau.
En 2020, le budget communal principal s'équilibrait à 1 063 000 € dont 635 000 € en section de fonctionnement et 428 000 € en investissement. La part d'impôts locaux dans les produits de fonctionnement s'établissait à 52,16 %, contre 42,87 % pour la strate de communes équivalente, avec des taux d'imposition fixés à 11,50 % pour la taxe d'habitation (12,41 % pour la strate), (y compris Taxe sur les logements vacants (THLV)), 15,06 % et 60,61 % pour la taxe foncière sur le bâti et le non-bâti (15,44 % et 43,64 % pour la strate). Par ailleurs l’encours de la dette communale est relativement faible, puisqu’il s’établit à 500 €/habitant contre 600 €/habitant pour la strate.

## Population et société

### Démographie

#### Évolution démographique
L'évolution du nombre d'habitants est connue à travers les recensements de la population effectués dans la commune depuis 1931. Pour les communes de moins de 10 000 habitants, une enquête de recensement portant sur toute la population est réalisée tous les cinq ans, les populations de référence des années intermédiaires étant quant à elles estimées par interpolation ou extrapolation. Pour la commune, le premier recensement exhaustif entrant dans le cadre du nouveau dispositif a été réalisé en 2006.

En 2022, la commune comptait 1 216 habitants, en stagnation par rapport à 2016 (Haute-Loire : +0,36 %, France hors Mayotte : +2,11 %).
| 1931 | 1936 | 1946 | 1954 | 1962 | 1968 | 1975 | 1982 | 1990 |
| ---- | ---- | ---- | ---- | ---- | ---- | ---- | ---- | ---- |
| 875  | 867  | 755  | 661  | 606  | 526  | 555  | 757  | 870  |

| 1999 | 2006  | 2011  | 2016  | 2021  | 2022  | - | - | - |
| ---- | ----- | ----- | ----- | ----- | ----- | - | - | - |
| 915  | 1 065 | 1 214 | 1 216 | 1 208 | 1 216 | - | - | - |

#### Pyramide des âges
La population de la commune est relativement jeune.
En 2018, le taux de personnes d'un âge inférieur à 30 ans s'élève à 34,9 %, soit au-dessus de la moyenne départementale (31 %). À l'inverse, le taux de personnes d'âge supérieur à 60 ans est de 24,2 % la même année, alors qu'il est de 31,1 % au niveau départemental.
En 2018, la commune comptait 598 hommes pour 601 femmes, soit un taux de 50,13 % de femmes, légèrement inférieur au taux départemental (50,87 %).
Les pyramides des âges de la commune et du département s'établissent comme suit.
| Hommes | Classe d’âge | Femmes |
| ------ | ------------ | ------ |
| 0,2    | 90 ou +      | 0,5    |
| 4,9    | 75-89 ans    | 5,8    |
| 18,3   | 60-74 ans    | 18,8   |
| 19,9   | 45-59 ans    | 20,2   |
| 20,7   | 30-44 ans    | 20,8   |
| 13,0   | 15-29 ans    | 13,0   |
| 23,0   | 0-14 ans     | 20,9   |

| Hommes | Classe d’âge | Femmes |
| ------ | ------------ | ------ |
| 0,9    | 90 ou +      | 2,5    |
| 8,4    | 75-89 ans    | 11,7   |
| 20,4   | 60-74 ans    | 20,5   |
| 21,3   | 45-59 ans    | 20,3   |
| 16,8   | 30-44 ans    | 16,3   |
| 15,2   | 15-29 ans    | 13,2   |
| 17     | 0-14 ans     | 15,6   |

## Économie

### Revenus
En 2018, la commune compte 476 ménages fiscaux, regroupant 1 243 personnes. La médiane du revenu disponible par unité de consommation est de 21 690 € (20 800 € dans le département).

### Emploi
| Division       | 2008  | 2013  | 2018  |
| -------------- | ----- | ----- | ----- |
| Commune        | 4,2 % | 4,1 % | 4,7 % |
| Département    | 6,3 % | 7,7 % | 7,7 % |
| France entière | 8,3 % | 10 %  | 10 %  |

En 2018, la population âgée de 15 à 64 ans s'élève à 734 personnes, parmi lesquelles on compte 78,5 % d'actifs (73,8 % ayant un emploi et 4,7 % de chômeurs) et 21,5 % d'inactifs,. Depuis 2008, le taux de chômage communal (au sens du recensement) des 15-64 ans est inférieur à celui de la France et du département.
La commune fait partie de la couronne de l'aire d'attraction du Puy-en-Velay, du fait qu'au moins 15 % des actifs travaillent dans le pôle,. Elle compte 124 emplois en 2018, contre 129 en 2013 et 121 en 2008. Le nombre d'actifs ayant un emploi résidant dans la commune est de 543, soit un indicateur de concentration d'emploi de 22,8 % et un taux d'activité parmi les 15 ans ou plus de 61,8 %.
Sur ces 543 actifs de 15 ans ou plus ayant un emploi, 91 travaillent dans la commune, soit 17 % des habitants. Pour se rendre au travail, 92 % des habitants utilisent un véhicule personnel ou de fonction à quatre roues, 0,4 % les transports en commun, 2,7 % s'y rendent en deux-roues, à vélo ou à pied et 4,9 % n'ont pas besoin de transport (travail au domicile).

### Activités hors agriculture
45 établissements sont implantés  à Arsac-en-Velay au 31 décembre 2019. Le tableau ci-dessous en détaille le nombre par secteur d'activité et compare les ratios avec ceux du département,.
| Secteur d'activité                                                                                        | Commune | Commune | Département |
| Secteur d'activité                                                                                        | Nombre  | %       | %           |
| --- | ------- | ------- | ----------- |
| Ensemble                                                                                                  | 45      | 100 %   | (100 %)     |
| Industrie manufacturière, industries extractives et autres                                                | 4       | 8,9 %   | (14,2 %)    |
| Construction                                                                                              | 11      | 24,4 %  | (13,9 %)    |
| Commerce de gros et de détail, transports, hébergement et restauration                                    | 11      | 24,4 %  | (28,8 %)    |
| Information et communication                                                                              | 1       | 2,2 %   | (1,9 %)     |
| Activités financières et d'assurance                                                                      | 2       | 4,4 %   | (4,4 %)     |
| Activités immobilières                                                                                    | 2       | 4,4 %   | (3,9 %)     |
| Activités spécialisées, scientifiques et techniques et activités de services administratifs et de soutien | 6       | 13,3 %  | (11,6 %)    |
| Administration publique, enseignement, santé humaine et action sociale                                    | 7       | 15,6 %  | (13,3 %)    |
| Autres activités de services                                                                              | 1       | 2,2 %   | (8 %)       |

Le secteur du commerce de gros et de détail, des transports, de l'hébergement et de la restauration est prépondérant sur la commune puisqu'il représente 24,4 % du nombre total d'établissements de la commune (11 sur les 45 entreprises implantées  à Arsac-en-Velay), contre 28,8 % au niveau départemental.
Les quatre entreprises ayant leur siège social sur le territoire communal qui génèrent le plus de chiffre d'affaires en 2020 sont : 
- SARL Perre Et Beygnier, commerce de gros (commerce interentreprises) de matériel agricole (6 763 k€)
- As Amenagements, travaux de menuiserie bois et PVC (53 k€)
- Futur Sb43, activités des sociétés holding (0 k€)
- Avenir Gp43, activités des sociétés holding (0 k€)

### Agriculture
La commune fait partie de la petite région agricole dénommée « Bassin du Puy ». En 2010, l'orientation technico-économique de l'agriculture  sur la commune est la production de bovins, orientation élevage et viande.
|                                   | 1988  | 2000 | 2010 |
| --------------------------------- | ----- | ---- | ---- |
| Exploitations                     | 41    | 33   | 26   |
| Superficie agricole utilisée (ha) | 1 109 | 1353 | 1417 |

Le nombre d'exploitations agricoles en activité et ayant leur siège dans la commune est passé de 41 en 1988 à 33 en 2000 puis à 26 en 2010, soit une baisse de 37 % en 22 ans. Le même mouvement est observé à l'échelle du département qui a perdu pendant cette période 43 % de ses exploitations. La surface agricole utilisée sur la commune a quant à elle augmenté, passant de 1 109 ha en 1988 à 1 417 ha en 2010. Parallèlement la surface agricole utilisée moyenne par exploitation a augmenté, passant de 27 à 55 ha.

## Culture locale et patrimoine

### Lieux et monuments
Le château de Bouzols fait l'objet d'une inscription au titre des monuments historiques depuis 1926.

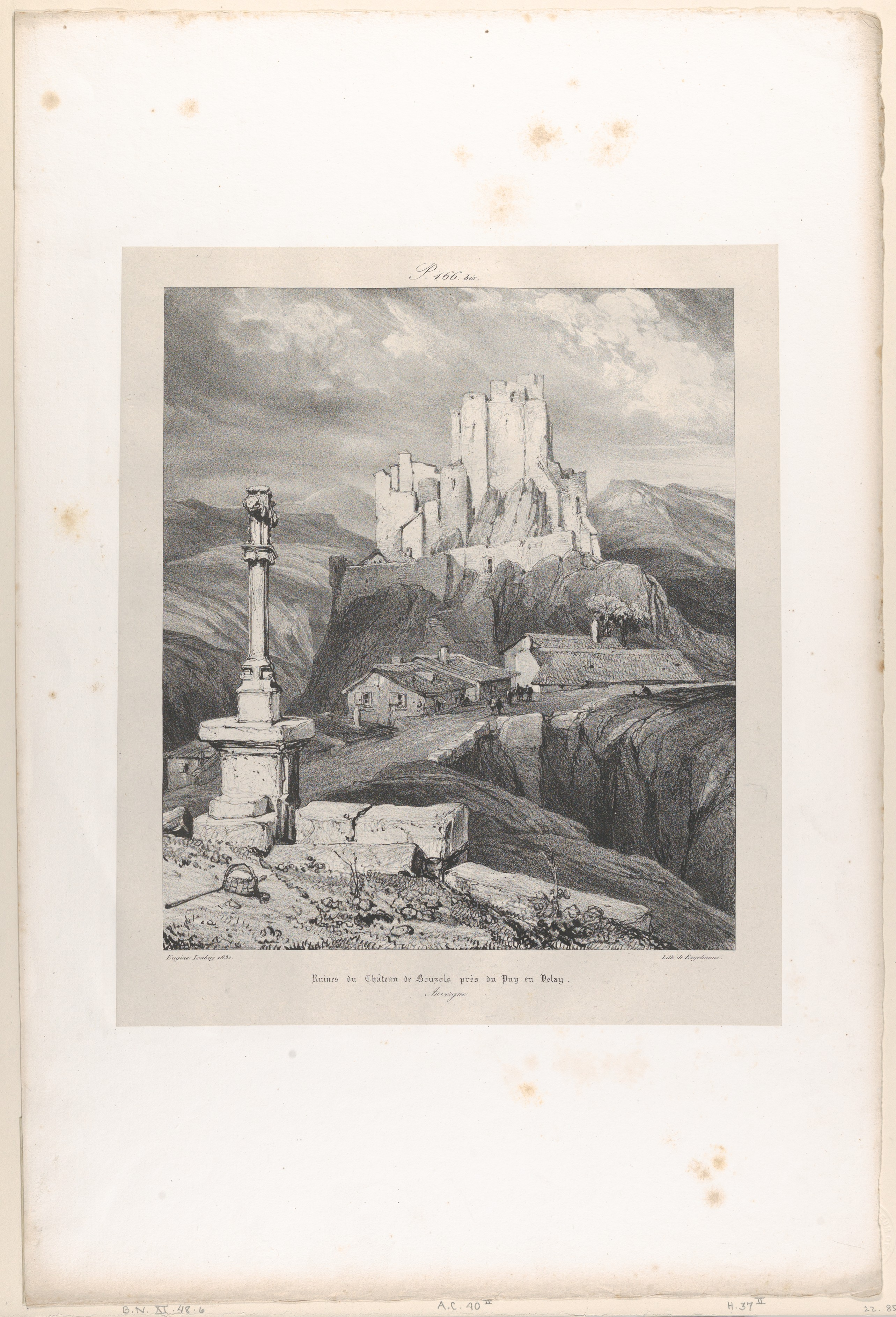
Eugène Isabey : Ruines du château de Bouzols près du Puy-en-Velay (1831, Metropolitan Museum of Art).